# Список президентів США за їхніми попередніми посадами
Нижче наведено список президентів США за їхніми попередніми посадами, виборними або призначуваними. Кожен Президент США, окрім Дональда Трампа, перебував на хоча б одній з таких посад до того, як стати Президентом:
- Віцепрезидент США,
- Член Конгресу США,
- Губернатор штату,
- Міністр США,
- Генерал в Армії США.

## Федеральний уряд

### Виконавча влада

#### Віцепрезиденти
| Віцепрезидент      | Президент                | Роки      | Примітки                                                      |
| ------------------ | ------------------------ | --------- | ------------------------------------------------------------- |
| Джон Адамс         | Джордж Вашингтон         | 1789–1797 |                                                               |
| Томас Джефферсон   | Джон Адамс               | 1797–1801 |                                                               |
| Мартін ван Бюрен   | Ендрю Джексон            | 1833–1837 |                                                               |
| Джон Тайлер        | Вільям Генрі Гаррісон    | 1841      | Став Президентом внаслідок смерті Гаррісона                   |
| Міллард Філлмор    | Закарі Тейлор            | 1849–1850 | Став Президентом внаслідок смерті Тейлора                     |
| Ендрю Джонсон      | Авраам Лінкольн          | 1865      | Став Президентом внаслідок вбивства Лінкольна                 |
| Честер Алан Артур  | Джеймс Гарфілд           | 1881      | Став Президентом внаслідок вбивства Лінкольна                 |
| Теодор Рузвельт    | Вільям Мак-Кінлі         | 1901      | Став Президентом внаслідок вбивства Мак-Кінлі                 |
| Калвін Кулідж      | Воррен Гардінг           | 1921–1923 | Став Президентом внаслідок смерті Гардінга                    |
| Гаррі Трумен       | Франклін Делано Рузвельт | 1945      | Став Президентом внаслідок смерті Рузвельта                   |
| Річард Ніксон      | Дуайт Ейзенхауер         | 1953–1961 | Єдиний хто став Президентом не одразу після віцепрезидентства |
| Ліндон Джонсон     | Джон Фіцджеральд Кеннеді | 1961–1963 | Став Президентом внаслідок вбивства Кеннеді                   |
| Джеральд Форд      | Річард Ніксон            | 1973–1974 | Став Президентом внаслідок відставки Ніксона                  |
| Джордж Буш старший | Рональд Рейган           | 1981–1989 |                                                               |
| Джо Байден         | Барак Обама              | 2009–2017 |                                                               |

Крім того, Джордж Буш старший протягом короткого періоду часу був Виконуючим обов'язки президента США під час терміну Рональда Рейгана, як і Дік Чейні (двічі) під час терміну Джорджа Буша молодшого.
13 колишніх віцепрезидентів (Річард Ментор Джонсон, Джон Кебелл Брекінрідж, Леві Мортон, Едлай Юінґ Стівенсон I, Чарлз Фербенкс, Джон Гарнер, Генрі Воллес, Олбен Барклі, Річард Ніксон, Г'юберт Гамфрі, Волтер Мондейл, Ден Квейл та Альберт Ґор) неуспішно балотувались на посаду Президента США. Ніксон, Гамфрі, Мондейл та Ґор отримали номінацію від своїх партій. Ніксон пізніше буде обраний з другої спроби.

#### Міністри
| Міністр            | Посада             | Президент        | Роки      |
| ------------------ | ------------------ | ---------------- | --------- |
| Томас Джефферсон   | Державний секретар | Джордж Вашингтон | 1790–1793 |
| Джеймс Медісон     | Державний секретар | Томас Джефферсон | 1801–1809 |
| Джеймс Монро       | Державний секретар | Джеймс Медісон   | 1811–1814 |
| Джеймс Монро       | Військовий міністр | Джеймс Медісон   | 1814–1815 |
| Джеймс Монро       | Державний секретар | Джеймс Медісон   | 1815–1817 |
| Джон Квінсі Адамс  | Державний секретар | Джеймс Монро     | 1817–1825 |
| Мартін ван Бюрен   | Державний секретар | Ендрю Джексон    | 1829–1831 |
| Джеймс Б'юкенен    | Державний секретар | Джеймс Нокс Полк | 1845–1849 |
| Вільям Говард Тафт | Військовий міністр | Теодор Рузвельт  | 1904–1908 |
| Герберт Гувер      | Міністр торгівлі   | Воррен Гардінг   | 1921–1928 |
| Герберт Гувер      | Міністр торгівлі   | Калвін Кулідж    | 1921–1928 |

Джон Адамс (як віцепрезидент) та Томас Джефферсон обоє були в кабінеті Джорджа Вашингтона. Калвін Кулідж (як віцепрезидент) та Герберт Гувер обоє були в кабінеті Воррена Гардінга.
Теодор Рузвельт (1897–1898) та Франклін Делано Рузвельт (1913–1920) обоє були Помічниками міністра військово-морських сил, за президентів Вільяма Мак-Кінлі та Вудро Вільсона відповідно. Вільям Говард Тафт обіймав посаду Головного солісітора США в 1890-1892 роках за президента Бенджаміна Гаррісона.

#### Посли
| Посол                 | Посада                        | Президент                   | Роки      |
| --------------------- | ----------------------------- | --------------------------- | --------- |
| Джон Адамс            | Посол у Великій Британії      | Континентальний конгрес     | 1785–1788 |
| Томас Джефферсон      | Посол у Франції               | Континентальний конгрес     | 1785–1789 |
| Джеймс Монро          | Посол у Франції               | Джордж Вашингтон            | 1794–1796 |
| Джеймс Монро          | Посол у Великій Британії      | Томас Джефферсон            | 1803–1807 |
| Джон Квінсі Адамс     | Посол в Нідерландах           | Джордж Вашингтон Джон Адамс | 1794–1797 |
| Джон Квінсі Адамс     | Посол в Німеччині             | Джон Адамс                  | 1797–1801 |
| Джон Квінсі Адамс     | Посол в Росії                 | Джеймс Медісон              | 1809–1814 |
| Джон Квінсі Адамс     | Посол у Великій Британії      | Джеймс Медісон              | 1815–1817 |
| Мартін ван Бюрен      | Посол у Великій Британії      | Ендрю Джексон               | 1831–1832 |
| Вільям Генрі Гаррісон | Посол в Колумбії              | Джон Квінсі Адамс           | 1828–1829 |
| Джеймс Б'юкенен       | Посол у Великій Британії      | Франклін Пірс               | 1853–1856 |
| Джордж Буш старший    | Представник в ООН             | Річард Ніксон               | 1971–1973 |
| Джордж Буш старший    | Голова представництва в Китаї | Джеральд Форд               | 1974–1975 |

#### Інші федеральні службовці
| Службовець         | Посада                        | Президент     | Роки      |
| ------------------ | ----------------------------- | ------------- | --------- |
| Честер Алан Артур  | Колектор порту Нью-Йорк       | Улісс Грант   | 1871–1878 |
| Джордж Буш старший | Директор Центральної розвідки | Джеральд Форд | 1976–1977 |

### Судова влада

#### Голови Верховного суду
| Суддя              | Президент      | Роки      |
| ------------------ | -------------- | --------- |
| Вільям Говард Тафт | Воррен Гардінг | 1921–1930 |

#### Інші федеральні судді
| Суддя              | Суд                            | Президент          | Роки      |
| ------------------ | ------------------------------ | ------------------ | --------- |
| Вільям Говард Тафт | Апеляційний суд шостого округу | Бенджамін Гаррісон | 1892–1900 |

### Законодавча влада

#### Сенатори
| Штат         | Сенатор                  | Роки      | Примітки                                                                 |
| ------------ | ------------------------ | --------- | ------------------------------------------------------------------------ |
| Вірджинія    | Джеймс Монро             | 1790–1794 | Перший колишній сенатор, який став Президентом                           |
| Вірджинія    | Джон Тайлер              | 1827–1836 | Єдиний Тимчасовий президент Сенату, який став Президентом США            |
| Делавер      | Джо Байден               | 1973–2009 |                                                                          |
| Іллінойс     | Барак Обама              | 2005–2008 | Третій обраний Президентом під час терміну в Сенаті                      |
| Індіана      | Бенджамін Гаррісон       | 1881–1887 |                                                                          |
| Каліфорнія   | Річард Ніксон            | 1950–1953 |                                                                          |
| Массачусетс  | Джон Квінсі Адамс        | 1803–1808 |                                                                          |
| Массачусетс  | Джон Фіцджеральд Кеннеді | 1953–1960 | Другий обраний Президентом під час терміну в Сенаті                      |
| Міссурі      | Гаррі Трумен             | 1935–1945 |                                                                          |
| Нью-Гемпшир  | Франклін Пірс            | 1837–1842 |                                                                          |
| Нью-Йорк     | Мартін ван Бюрен         | 1821–1828 |                                                                          |
| Огайо        | Вільям Генрі Гаррісон    | 1825–1828 |                                                                          |
| Огайо        | Воррен Гардінг           | 1915–1921 | Перший обраний Президентом під час терміну в Сенаті                      |
| Пенсільванія | Джеймс Б'юкенен          | 1834–1845 |                                                                          |
| Теннессі     | Ендрю Джексон            | 1797–1798 |                                                                          |
| Теннессі     | Ендрю Джексон            | 1823–1825 |                                                                          |
| Теннессі     | Ендрю Джонсон            | 1857–1862 |                                                                          |
| Теннессі     | Ендрю Джонсон            | 1875      | Єдиний хто став сенатором після президентства                            |
| Техас        | Ліндон Джонсон           | 1949–1961 | Лідер меншості в Сенаті (1953-1955) Лідер більшості в Сенаті (1955-1961) |

Деякі майбутні президенти були сенаторами одночасно (Віцепрезидент США є формальним головою Сенату):
- Джеймс Монро був сенатором коли Джон Адамс був віцепрезидентом (1790–1794)
- Ендрю Джексон був сенатором коли Томас Джефферсон був віцепрезидентом (1797–1798), він також був в Сенаті одночасно з Мартіном ван Бюрен (1823–1825), який в свою чергу був сенатором одночасно із Вільямом Генрі Гаррісоном (1825–1828) та Джоном Тайлером (1827–1828). Джеймс Б'юкенен був сенатором одночасно з Джоном Тайлером (1834–1836) та Франкліном Пірсом (1837–1842). Б'юкенен і Тайлер були сенаторами коли Мартін ван Бюрен був віцепрезидентом (1833–1837), а Пірс був сенатором коли Тайлер був віцепрезидентом (1841).
- Бенджамін Гаррісон був сенатором коли Честер Алан Артур був віцепрезидентом (1881).
- Ліндон Джонсон був сенатором одночасно із Річардом Ніксоном (1950–1953) та Джоном Кеннеді (1953–1960). Також, Джонсон і Кеннеді були сенаторами коли Ніксон був віцепрезидентом (1953–1961).
- Джо Байден був сенатором одночасно із Бараком Обамою (1997-2004). Також Байден був сенатором коли Джордж Буш-старший був віцепрезидентом (1981-1989).

Джеймс Гарфілд був обраний сенатором від штату Огайо в 1880 році, але так і став сенатором, бо натомість ненабагато пізніше був обраний Президентом США.

#### Члени Палати представників
| Штат                       | Представник              | Роки      | Примітки |
| -------------------------- | ------------------------ | --------- | --- |
| Вірджинія                  | Джеймс Медісон           | 1789–1797 | Перший колишній представник обраний Президентом                                                               |
| Вірджинія                  | Джон Тайлер              | 1816–1821 | Пізніше був обраний до Сенату                                                                                 |
| Іллінойс                   | Авраам Лінкольн          | 1847–1849 | |
| Каліфорнія                 | Річард Ніксон            | 1947–1950 | Пізніше був обраний до Сенату                                                                                 |
| Массачусетс                | Джон Квінсі Адамс        | 1831–1848 | Єдиний хто став представником після президентства                                                             |
| Массачусетс                | Джон Фіцджеральд Кеннеді | 1947–1953 | Пізніше був обраний до Сенату                                                                                 |
| Мічиган                    | Джеральд Форд            | 1949–1973 | Лідер меншості Палати представників (1965-1973)                                                               |
| Нью-Гемпшир                | Франклін Пірс            | 1833–1837 | Пізніше був обраний до Сенату                                                                                 |
| Нью-Йорк                   | Міллард Філлмор          | 1833–1835 | |
| Нью-Йорк                   | Міллард Філлмор          | 1837–1843 | |
| Північно-західна територія | Вільям Генрі Гаррісон    | 1799–1800 | Був делегатом без права голосу                                                                                |
| Огайо                      | Вільям Генрі Гаррісон    | 1816–1819 | Пізніше був обраний до Сенату                                                                                 |
| Огайо                      | Резерфорд Гейз           | 1865–1867 | Пізніше обраний Губернатором Огайо                                                                            |
| Огайо                      | Джеймс Гарфілд           | 1863–1881 | Лідер республіканців в Палаті представників Єдиний обраний Президентом під час терміну в Палаті представників |
| Огайо                      | Вільям Мак-Кінлі         | 1877–1883 | Пізніше обраний Губернатором Огайо                                                                            |
| Огайо                      | Вільям Мак-Кінлі         | 1885–1891 | Пізніше обраний Губернатором Огайо                                                                            |
| Пенсільванія               | Джеймс Б'юкенен          | 1821–1831 | Пізніше був обраний до Сенату                                                                                 |
| Теннессі                   | Ендрю Джексон            | 1796–1797 | Пізніше був обраний до Сенату                                                                                 |
| Теннессі                   | Джеймс Нокс Полк         | 1825–1839 | Перший колишній Спікер обраний Президентом Пізніше обраний Губернатором Теннессі                              |
| Теннессі                   | Ендрю Джонсон            | 1843–1853 | Пізніше був обраний до Сенату                                                                                 |
| Техас                      | Ліндон Джонсон           | 1937–1949 | Пізніше був обраний до Сенату                                                                                 |
| Техас                      | Джордж Буш старший       | 1967–1971 | Пізніше обраний Віцепрезидентом США                                                                           |

Деякі майбутні президенти були членами Палати представників одночасно:
- Ендрю Джексон та Джеймс Медісон (1796–1797).
- Вільям Генрі Гаррісон та Джон Тайлер (1816–1819).
- Джеймс Б'юкенен та Джеймс Нокс Полк (1825–1831), Полк та Джон Квінсі Адамс (1831–1839).
- Джон Квінсі Адамс одночасно із Міллардом Філлмором (1833–1835; 1837–1843), Франкліном Пірсом (1833–1837), Ендрю Джонсоном (1843–1848) та Авраамом Лінкольном (1847–1848). Пізніше Ендрю Джексон та Авраам Лінкольн будуть представниками одночасно (1848–1849).
- Джеймс Гарфілд одночасно із Резерфордом Гейзом (1865–1867) та Вільямом Мак-Кінлі (1877–1881).
- Річард Ніксон одночасно із Ліндоном Джонсоном (1947–1949), Джоном Кеннеді (1947–1950) та Джеральдом Фордом (1949–1950).
- Джеральд Форд одночасно із Джоном Кеннеді (1950–1953) та Джорджем Бушем старшим (1967–1971).

### Континентальний Конгрес
| Член Конгресу    | Штат        | Роки                | Конгрес                                                       |
| ---------------- | ----------- | ------------------- | ------------------------------------------------------------- |
| Джордж Вашингтон | Вірджинія   | 1774–1775           | Перший Континентальний конгрес                                |
| Джон Адамс       | Массачусетс | 1774–1778           | Перший Континентальний конгрес Другий Континентальний конгрес |
| Томас Джефферсон | Вірджинія   | 1775–1776 1783–1784 | Другий Континентальний конгрес Конгрес Конфедерації           |
| Джеймс Медісон   | Вірджинія   | 1780–1783           | Другий Континентальний конгрес Конгрес Конфедерації           |
| Джеймс Монро     | Вірджинія   | 1783–1786           | Конгрес Конфедерації                                          |

## Уряди штатів і територій

### Губернатори
| Штат / територія           | Губернатор               | Роки      | Примітки                         |
| -------------------------- | ------------------------ | --------- | -------------------------------- |
| Арканзас                   | Білл Клінтон             | 1979–1981 |                                  |
| Арканзас                   | Білл Клінтон             | 1983–1992 |                                  |
| Вірджинія                  | Томас Джефферсон         | 1779–1781 |                                  |
| Вірджинія                  | Джеймс Монро             | 1799–1802 |                                  |
| Вірджинія                  | Джеймс Монро             | 1811      |                                  |
| Вірджинія                  | Джон Тайлер              | 1825–1827 |                                  |
| Джорджія                   | Джиммі Картер            | 1971–1975 |                                  |
| Індіана (територія)        | Вільям Генрі Гаррісон    | 1801–1813 |                                  |
| Каліфорнія                 | Рональд Рейган           | 1967–1975 |                                  |
| Куба                       | Вільям Говард Тафт       | 1906      | Тимчасовий губернатор            |
| Луїзіана (територія)       | Вільям Генрі Гаррісон    | 1804–1805 | Голова тимчасового уряду         |
| Массачусетс                | Калвін Кулідж            | 1919–1921 |                                  |
| Нью-Джерсі                 | Томас Вудро Вілсон       | 1911–1913 |                                  |
| Нью-Йорк                   | Мартін ван Бюрен         | 1829      |                                  |
| Нью-Йорк                   | Гровер Клівленд          | 1883–1885 |                                  |
| Нью-Йорк                   | Теодор Рузвельт          | 1899–1900 |                                  |
| Нью-Йорк                   | Франклін Делано Рузвельт | 1929–1932 |                                  |
| Північно-західна територія | Вільям Генрі Гаррісон    | 1798–1799 | Виконуючий обов'язки губернатора |
| Огайо                      | Резерфорд Гейз           | 1868–1872 |                                  |
| Огайо                      | Резерфорд Гейз           | 1876–1877 |                                  |
| Огайо                      | Вільям Мак-Кінлі         | 1892–1896 |                                  |
| Теннессі                   | Джеймс Нокс Полк         | 1839–1841 |                                  |
| Теннессі                   | Ендрю Джонсон            | 1853–1857 |                                  |
| Теннессі                   | Ендрю Джонсон            | 1862–1865 | Військовий губернатор            |
| Техас                      | Джордж Буш молодший      | 1995–2000 |                                  |
| Філіппіни                  | Вільям Говард Тафт       | 1901–1904 | Генерал-губернатор               |
| Флорида (територія)        | Ендрю Джексон            | 1821      | Військовий губернатор            |

### Члени Легіслатур штатів
| Законодавчий орган                     | Палата               | Депутат                  | Роки      | Примітки              |
| -------------------------------------- | -------------------- | ------------------------ | --------- | --------------------- |
| Генеральна асамблея штату Вірджинія    | Палата делегатів     | Томас Джефферсон         | 1776–1779 |                       |
| Генеральна асамблея штату Вірджинія    | Палата делегатів     | Джеймс Медісон           | 1776–1777 |                       |
| Генеральна асамблея штату Вірджинія    | Палата делегатів     | Джеймс Монро             | 1782–1783 |                       |
| Генеральна асамблея штату Вірджинія    | Палата делегатів     | Джон Тайлер              | 1811–1816 |                       |
| Генеральна асамблея штату Вірджинія    | Палата делегатів     | Джон Тайлер              | 1823–1825 |                       |
| Генеральна асамблея штату Джорджія     | Сенат                | Джиммі Картер            | 1963–1967 |                       |
| Генеральна асамблея штату Іллінойс     | Сенат                | Барак Обама              | 1997–2004 |                       |
| Генеральна асамблея штату Іллінойс     | Палата представників | Авраам Лінкольн          | 1834–1842 |                       |
| Генеральний суд штату Массачусетс      | Сенат                | Джон Квінсі Адамс        | 1802      |                       |
| Генеральний суд штату Массачусетс      | Сенат                | Калвін Кулідж            | 1912–1915 |                       |
| Генеральний суд штату Массачусетс      | Палата представників | Калвін Кулідж            | 1907–1909 |                       |
| Генеральний суд штату Нью-Гемпшир      | Палата представників | Франклін Пірс            | 1829–1833 | Спікер в 1832-1833    |
| Легіслатура штату Нью-Йорк             | Сенат                | Мартін ван Бюрен         | 1812–1820 |                       |
| Легіслатура штату Нью-Йорк             | Сенат                | Франклін Делано Рузвельт | 1911–1913 |                       |
| Легіслатура штату Нью-Йорк             | Асамблея             | Міллард Філлмор          | 1829–1831 |                       |
| Легіслатура штату Нью-Йорк             | Асамблея             | Теодор Рузвельт          | 1882–1884 | Лідер меншості в 1883 |
| Генеральна асамблея штату Огайо        | Сенат                | Вільям Генрі Гаррісон    | 1819–1821 |                       |
| Генеральна асамблея штату Огайо        | Сенат                | Джеймс Гарфілд           | 1859–1861 |                       |
| Генеральна асамблея штату Огайо        | Сенат                | Воррен Гардінг           | 1899–1903 |                       |
| Генеральна асамблея штату Пенсильванія | Палата представників | Джеймс Б'юкенен          | 1814–1816 |                       |
| Генеральна асамблея штату Теннессі     | Сенат                | Ендрю Джонсон            | 1841–1843 |                       |
| Генеральна асамблея штату Теннессі     | Палата представників | Джеймс Нокс Полк         | 1823–1825 |                       |
| Генеральна асамблея штату Теннессі     | Палата представників | Ендрю Джонсон            | 1835–1837 |                       |

### Інші посади рівня штату
| Посадовець       | Посада                              | Роки      |
| ---------------- | ----------------------------------- | --------- |
| Мартін ван Бюрен | Генеральний прокурор штату Нью-Йорк | 1815–1819 |
| Міллард Філлмор  | Аудитор штату Нью-Йорк              | 1847–1849 |
| Воррен Гардінг   | Віцегубернатор штату Огайо          | 1904–1906 |
| Калвін Кулідж    | Віцегубернатор штату Массачусетс    | 1916–1919 |
| Білл Клінтон     | Генеральний прокурор штату Арканзас | 1977–1979 |

## Місцевий уряд
| Посадовець         | Посада                                              | Роки      |
| ------------------ | --------------------------------------------------- | --------- |
| Джордж Вашингтон   | Окружний геодезист в Маунт-Вернон, Вірджинія        | 1749-1751 |
| Мартін ван Бюрен   | Суддя округу Колумбія, штат Нью-Йорк                | 1808–1812 |
| Авраам Лінкольн    | Поштмейстер Нью-Салема, штат Іллінойс               | 1832–1833 |
| Авраам Лінкольн    | Окружний геодезист в окрузі Сенґамон, штат Іллінойс | 1833–1834 |
| Ендрю Джонсон      | Член ради міста Грінвілл, штат Теннессі             | 1828–1830 |
| Ендрю Джонсон      | Мер міста Грінвілл, штат Теннессі                   | 1834–1835 |
| Гровер Клівленд    | Шериф округу Ері, штат Нью-Йорк                     | 1871–1873 |
| Гровер Клівленд    | Мер міста Баффало, штат Нью-Йорк                    | 1882–1883 |
| Вільям Говард Тафт | Суддя Верховного суду міста Цинциннаті, штат Огайо  | 1887-1890 |
| Теодор Рузвельт    | Суперінтендант Департаменту поліції Нью-Йорка       | 1895–1897 |
| Калвін Кулідж      | Мер міста Нортгемптон, штат Массачусетс             | 1910–1911 |
| Гаррі Трумен       | Суддя східного району округу Джексон, штат Міссурі  | 1923-1925 |
| Гаррі Трумен       | Голова суду округу Джексон, штат Міссурі            | 1927-1935 |
| Джо Байден         | Член ради округу Нью-Касл, штат Делавер             | 1971-1973 |